# 滨涡正志
滨涡正志（日语：／ Hamauzu Masashi，1971年9月20日—）是一名于1996年至2010年在史克威尔艾尼克斯工作的日本电子游戏作曲家，其最知名的作品是为最终幻想系列和SaGa系列谱曲。滨涡出生在一个德国的音乐家庭，并在日本成长。他在幼儿园时便对音乐感兴趣，并从家长那里学习钢琴课。
滨涡以实习生的身份受雇于史克威尔（今史克威尔艾尼克斯），他首部单独谱曲的作品是来公司几年后的《陆行鸟的不可思议迷宫》。他亦和其朋友，另一位作曲家仲野順也合作为数个游戏作曲，同时自《沙加开拓者2》后，他还与合成器编程员山崎良进行了密切合作。
在植松伸夫2004年离开史克威尔艾尼克斯后，滨涡作为主作曲家接管了公司的音乐团队。他独自为《最终幻想XIII》谱写了配乐。他还是著名的钢琴编曲家，他编排了数张专辑，其中包括光田康典2006年《Sailing to the World》的钢琴谱。虽然滨涡的音乐大多使用古典与氛围音乐，但其音乐也包括了多种风格。2010年，滨涡离开了史克威尔艾尼克斯并建立了自己的工作室Monomusik。

## 简介

### 早年生活
滨涡正志出生于德国慕尼黑，他的母亲是钢琴教师，父亲滨涡秋森是合唱团的歌手。他在幼儿园时就开始对音乐产生兴趣。在德国成长期间，滨涡在父母处接受钢琴和歌唱教育，在他高中期间创作了他的第一部原创作品集。在他的弟弟出生后，全家搬至日本大阪。他以学生和钢琴演奏者的身份进入东京国立美术与音乐大学。在大学期间滨涡遇到了他的妻子滨涡松江（原姓Fukushi），二人育有两个孩子。松江和滨涡一起参与一些作品原声的创作，包括《最终幻想VII》的女高音和《西格玛和声》的拟声歌手，她亦作为《最终幻想VIII》的女高音以及《最终幻想XIII》的主唱。在大学毕业后，他曾考虑成为一名古典音乐家，但最后他发现他更想为电子游戏进行创作。

### 事业

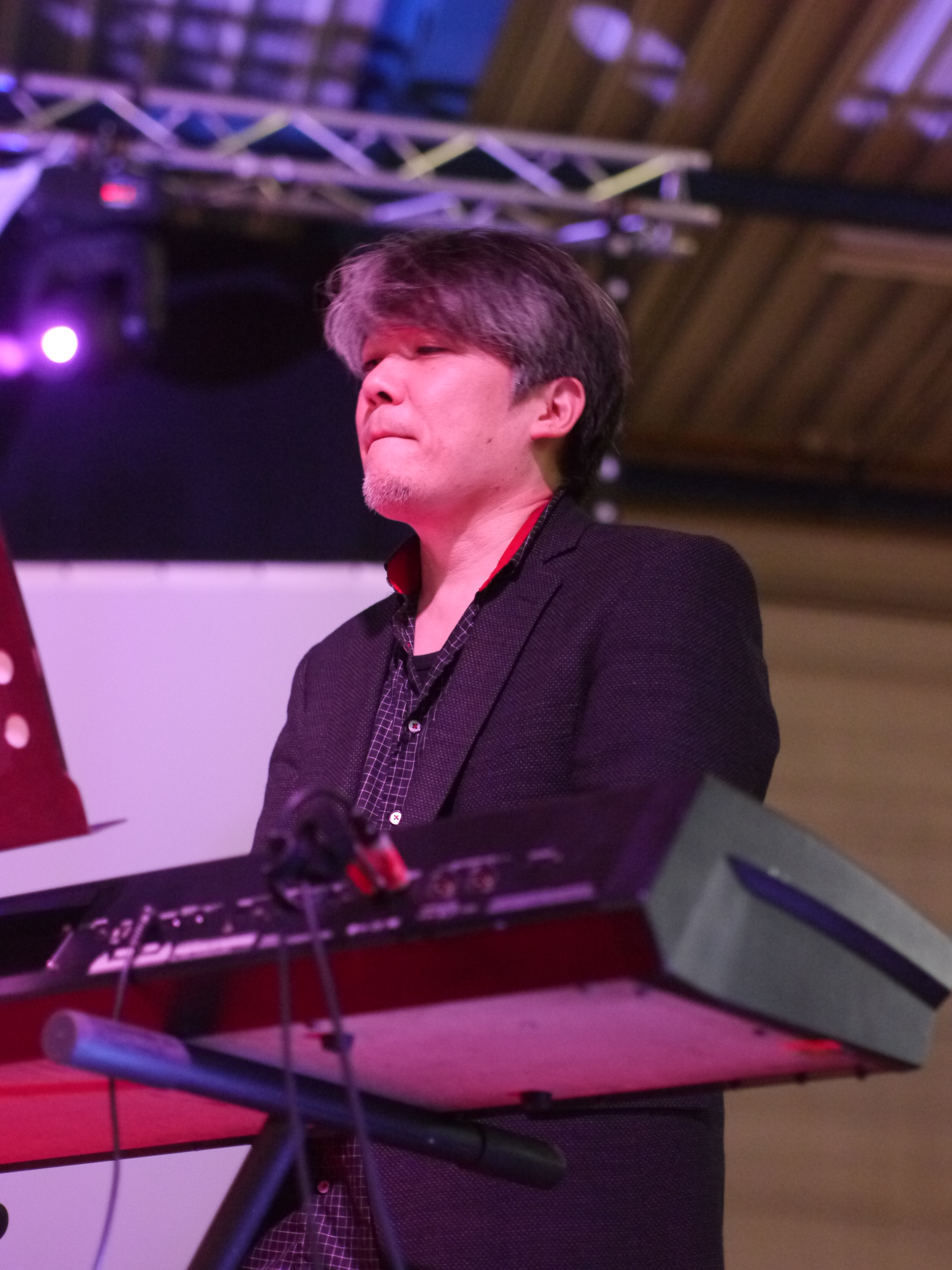
2012年的滨涡正志

作为一个最终幻想爱好者，滨涡决定在史克威尔求职。植松伸夫对他的简历印象深刻，并于1996年以实习生身份雇用了它。他最早的作品是与植松、光田康典及仲野顺也合作的1996年游戏《Front Mission Series: Gun Hazard》。是年晚期，他为另一个多作曲者游戏《Tobal No.1》创作了四首音乐。在和仲野的几次合作后，滨涡称赞了他的音乐风格并成为了朋友；之后他们又在几个游戏上进行了合作。滨涡第一个独立完成的项目是1997年的《陆行鸟的不可思议迷宫》。在游戏发售后不久，滨涡和Yasuo Sako创作了收录管弦乐版游戏音乐的专辑《陆行鸟的不可思议迷宫Coi Vanni Gialli》。游戏原声和《Coi Vanni Gialli》都受到了好评。滨涡作为合成器编程员而为《最终幻想VII》重现了约瑟夫·海顿的《创世纪》，并为八人合唱的《单翼天使》提供了低音声部。
1999年，滨涡被分配为《沙迦开拓者2》创作音乐，并接替之前长期为沙迦系列谱曲的作曲家伊藤贤治。他花了一些时间来保持与伊藤所创音乐的一致性，但最终他实现的是自己独特的风格。项目向他介绍了合成器编程员山崎良，山崎也在之后的大部分作品中为他配乐。滨涡同样发行了一张游戏音乐钢琴编曲专辑《钢琴小品“SF2” 沙迦开拓者2主题狂想曲》。2001年，滨涡和仲野被派协助植松制作广受好评《最终幻想X》，他们的才能创作出了与植松风格不同的音乐。滨涡同样在游戏钢琴合辑编曲专辑中作出了贡献，他将其称为他最有挑战性的工作，并将EP《feel/Go dream: Yuna & Tidus》中的一个编曲《Hymn of the Fayth》命名为“feel”。
2002年，滨涡为因多种问题而受到负面评价的《无限沙迦》谱曲。在植松离开史克威尔艾尼克斯后，滨涡于2004年10月成为公司音乐团队的主作曲者。2005年，滨涡、仲野和Wavelink Zeal二重奏（岩井纪和岩井隆之）为1998年游戏《武藏传》的续作《武藏传II 剑圣》配乐。在2006年，滨涡为备受期待但并不成功的《最终幻想VII》补完作品《地狱犬的挽歌 最终幻想VII》谱曲。同年后期，他在光田的请求下改编了《Sailing to the World 钢琴配乐》；专辑受到了钢琴家的好评，同时也确立了滨涡作为电子游戏钢琴编曲家主导者的地位。
2007年，滨涡在德国慕尼黑发行了个人专辑《Vielen Dank》。专辑收录了十一首在《钢琴小品“SF2” 沙迦开拓者2主题狂想曲》之前处于爱好创作的作品，以及14首来自游戏合辑的改编曲。两个专辑中的音乐在2007年莱比锡游戏交响乐音乐会上进行了演奏。2008年他为《西格玛和声》谱写了原声，而合成器编程员则有山崎改为了铃木光人。在2006年E3大会上，史克威尔艾尼克斯的一个新闻发布会上透露滨涡将回归最终幻想系列，并为《最终幻想XIII》谱曲。他于2010年1月19日离开史克威尔艾尼克斯。之后他创建了自己的工作室Monomusik，他将其称为一个人的工作室，没有其他任何作曲家。

## 音乐风格与影响
滨涡谱写的音乐使用了多种风格，并经常在各个原声中使用多种风格。他通常创作古典与氛围音乐，并以钢琴作为主乐器，在澄澈的透明感中，经常加入不和谐音以造成共鳴效应。比如在《无限沙迦》中，他的作曲融合了古典进行曲、探戈音乐、电子氛围、乐器独奏、波萨诺伐舞曲以及爵士乐。
他吸收了动画作曲家宫川泰和黄色魔术交响乐团的坂本龙一，印象作曲家莫里斯·拉威尔和克劳德·德彪西，以及对其音乐产生了主要影响的父亲。在他青年期时，他喜欢听坂本和宫川的作品。在进入大学后，他开始欣赏古典音乐，其中特别是拉威尔和德彪西的作品。

## 作品
| 年代 | 作品                                           | 职位      | 合作者                       |
| ---- | ---------------------------------------------- | --------- | ---------------------------- |
| 1996 | Front Mission: Gun Hazard                      | 作曲/改编 | 植松伸夫，光田康典和仲野顺也 |
| 1996 | Tobal No. 1                                    | 作曲      | 多人                         |
| 1997 | 陆行鸟的不可思议迷宫                           | 作曲/改编 |                              |
| 1999 | 沙迦开拓者2                                    | 作曲/改编 |                              |
| 2001 | 最终幻想X                                      | 作曲/改编 | 植松伸夫和仲野顺也           |
| 2002 | 无限沙迦                                       | 作曲/改编 |                              |
| 2005 | 武藏传II 剑圣                                  | 作曲/改编 | 仲野顺也，岩井纪和岩井隆之   |
| 2006 | 地獄犬的輓歌 -最終幻想VII-                     | 作曲/改编 | 山崎良                       |
| 2008 | Oolong Tea Story ~Searching for Delicious Tea~ | 作曲      |                              |
| 2008 | 西格玛和声                                     | 作曲/改编 |                              |
| 2009 | 最终幻想XIII                                   | 作曲/改编 |                              |
| 2011 | 最終幻想IV 完全收藏輯                          | 改编      |                              |
| 2011 | 勇者30                                         | 作曲/改编 | 多人                         |
| 2011 | 最终幻想XIII-2                                 | 作曲/改编 | 水田直志和铃木光人           |
| 2013 | 雷霆归来 最终幻想XIII                          | 作曲/改编 | 水田直志和铃木光人           |

| 年代 | 作品                                                                            | 职位      | 合作者           |
| ---- | ------------------------------------------------------------------------------- | --------- | ---------------- |
| 1998 | Chocobo no Fushigina Dungeon Coi Vanni Gialli                                   | 改编      |                  |
| 1999 | Piano Pieces "SF2" Rhapsody on a Theme of SaGa Frontier 2                       | 改编      |                  |
| 2001 | feel/Go dream: Yuna & Tidus                                                     | 改编      | 关户刚和祖坚正庆 |
| 2002 | Piano Collections Final Fantasy X                                               | 改编      |                  |
| 2002 | 20020220 Music from Final Fantasy                                               | 改编      | 滨口史郎         |
| 2006 | Sailing to the World Piano Score                                                | 改编      |                  |
| 2006 | Dirge of Cerberus Final Fantasy VII Multiplayer Mode Original Sound Collections | 作曲      | 山崎良           |
| 2007 | Vielen Dank - Masashi Hamauzu                                                   | 作曲/改编 |                  |
| 2010 | Final Fantasy XIII -PLUS-                                                       | 作曲/改编 |                  |
| 2010 | Piano Collections Final Fantasy XIII                                            | 作曲/改编 |                  |
| 2011 | Imeruat                                                                         | 作曲/改编 |                  |
| 2012 | 窮神                                                                            |           |                  |
| 2012 | Sony "α" CLOCK                                                                  |           |                  |